# Wiesje van Santen
Louise "Wiesje" van Santen (Amsterdam 15 mei 1924 – Amsterdam, 19 september 2014) was een Nederlands verzetsstrijder, dichteres en vertaalster.

## Biografie
Van Santen werd in 1924 geboren als een van de vijf kinderen van joodse zakenman Bram van Santen (1896-1976) en Judic van der Bokke. Zij is een zus van kunstenaar Joost van Santen. Tijdens de oorlog dook het gezin onder. In 1943 dook Van Santen onder in de woning van de familie van haar vriend Gideon Boissevain aan Corellistraat 6 in Amsterdam, waar verzetsgroep CS-6 naar vernoemd is. Van Santen stal en falsificeerde persoonsbewijzen. De groep werd later opgerold en Van Santen werd vastgezet. Later ontsnapte ze en dook ze weer onder. In 1984 ontving zij het verzetsherdenkingskruis.
Na de oorlog woonde ze eerst in Israël en onder meer de Verenigde Staten. In 1952 trouwde ze in New York met de Nederlander Paul Schwarz. Na verblijven in Canada, Argentinië en Engeland keerde ze in 1958 met haar gezin (inmiddels met een dochter en zoon, Monica en Michiel) terug naar Nederland, waar haar tweede dochter (Annette) is geboren. Haar echtgenoot overleed in 2006.

### Gedichten
In 1964 verscheen haar eerste dichtbundel, David zonder Schild. Naast het dichten schreef ze ook romans en kinderboeken. Bekendheid verwierf ze met haar vertalingen van Emily Dickinson.
Haar laatste dichtbundel, Op het puntje van mijn tong, verscheen in 1998.
- Digitale Bibliotheek voor de Nederlandse Letteren: sant010
- International Standard Name Identifier: 0000 0000 3835 0680
- Library of Congress Control Number: n99025721
- Nederlandse Thesaurus van Auteursnamen: 067923607
- Virtual International Authority File: 41169843
- WorldCat: E39PBJpdMHXgVQdpvJmhqK6VG3